# تيريزا بنغتسون
تيريزا بنغتسون (بالسويدية: Therese Bengtsson)‏ (1979 في السويد - ) هي لاعبة كرة يد من السويد في مركز حارس مرمى ‏. شاركت في الألعاب الأولمبية الصيفية 2008.

## وصلات خارجية
- تيريزا بنغتسون على موقع أوليمبيديا (الإنجليزية)
- تيريزا بنغتسون على موقع اللجنة الأولمبية السويدية (السويدية)